# 11292 Bunjisuzuki
11292 Bunjisuzuki è un asteroide della fascia principale. Scoperto nel 1991, presenta un'orbita caratterizzata da un semiasse maggiore pari a 2,9900888 UA e da un'eccentricità di 0,0846055, inclinata di 12,78892° rispetto all'eclittica.